# Wassack

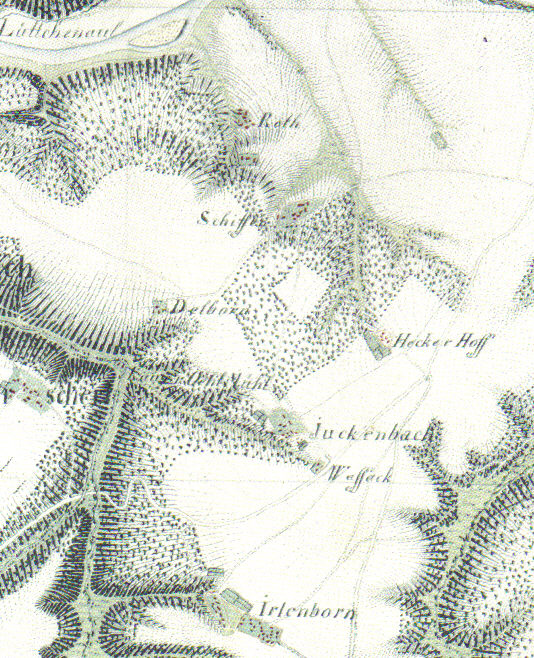
Wassack auf einer Karte aus dem frühen 19. Jahrhundert
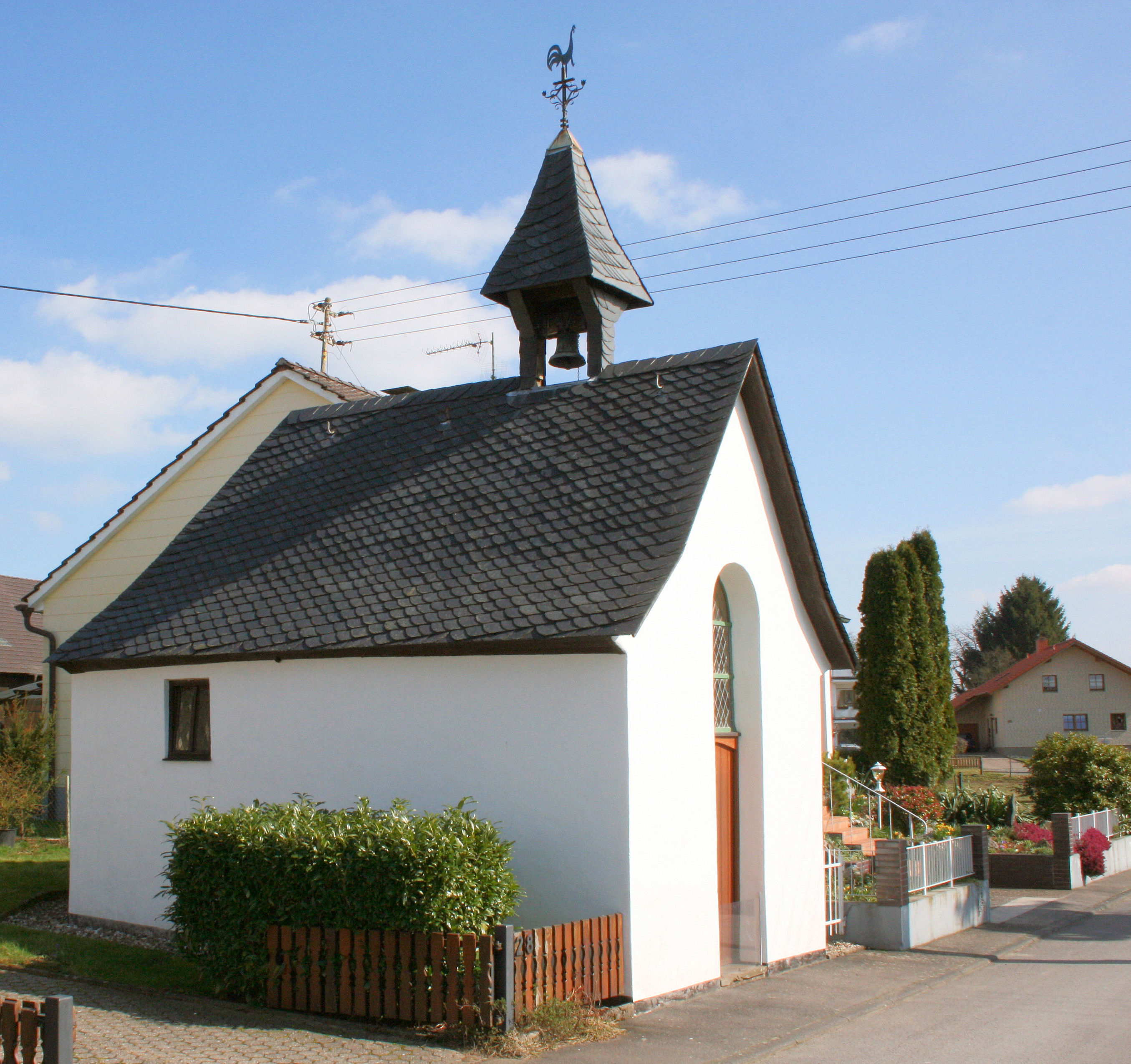
Die Kapelle in Wassack

Wassack ist ein Ortsteil der Gemeinde Eitorf. Er liegt auf dem Lindscheid am Rande des Krabachtals. Direkt an Wassack grenzt das Gelände des Golfplatzes Heckenhof an. Der Kapellenort Wassack entstand aus den drei Ortsteilen Wassack, Juckenbach und Driesch(erhof).

## Geschichte
Juckenbach wurde erstmals 1176 erwähnt. Der Stift Schwarz-Rheindorf und der Adelssitz Burg Welterode hatten dort urkundlich erwähnt ein Gut.
1829 hatte Juckenbach nach dem Pfarrarchiv 48 Einwohner. 1843 hatte der Weiler laut Gemeindeverzeichnis bereits 67 Einwohner und zehn Wohnstätten.
Wassack hatte 1829 elf Einwohner, bestand also vermutlich bereits aus ein oder zwei Familien. 1843 waren auf dem Hof zwei Wohnstätten mit zehn Einwohnern verzeichnet. 1901 war als einziger Haushalt aber nur der des Schmiedes Heinrich Jacobs verzeichnet.
Driesch hatte 1821 16 Bewohner und 1829 15 Einwohner. 1843 hatte der Hof 21 Einwohner in drei Häusern.
1925 waren in Juckenbach 13, in Wassack drei und in Driesch sechs Haushalte verzeichnet.
Von 1816 bis 1934 gehörte Wassack teilweise zur Gemeinde Merten und Driesch ganz, während Juckenbach zur Gemeinde Eitorf gehörte.